# Anisozyga leptocosma
Anisozyga leptocosma är en fjärilsart som beskrevs av Louis Beethoven Prout 1933. Anisozyga leptocosma ingår i släktet Anisozyga och familjen mätare. Inga underarter finns listade i Catalogue of Life.